# فرودگاه پوسو
 فرودگاه پوسو (به انگلیسی: Poso Airport) (به زبان بومی: Poso-Kern County Airport) یک فرودگاه همگانی بهره‌برداری هوایی است که یک باند فرود آسفالت دارد و طول باند آن ۹۱۴ متر است. این فرودگاه در کشور ایالات متحده آمریکا قرار دارد و در ارتفاع ۱۹۴ متری از سطح دریا واقع شده است.